# Ryjownik górski
Ryjownik górski (Paracrocidura graueri) – gatunek owadożernego ssaka z rodziny ryjówkowatych (Soricidae). Znany tylko z holotypu znalezionego w 1908 roku w górach Itombwe w Demokratycznej Republice Konga na wysokości 2000 m n.p.m. Holotyp opisany naukowo przez Hutterera w 1986 roku. Ekologia i wielkość populacji nieznana. W Czerwonej księdze gatunków zagrożonych Międzynarodowej Unii Ochrony Przyrody i Jej Zasobów został zaliczony do kategorii DD (niedostateczne dane). Nie są znane zagrożenia dla tego gatunku.